# Teun Wilke
Teun Wilke (* 14. März 2002 in Santiago de Querétaro, Querétaro) ist ein mexikanisch-niederländischer Fußballspieler auf der Position eines Mittelstürmers.

## Leben
Der in Mexiko geborene Sohn niederländischer Eltern begann seine Laufbahn im Nachwuchsbereich des Querétaro Fútbol Club, dem bedeutsamsten fußballerischen Repräsentanten seiner Geburtsstadt. Im Alter von 16 Jahren wechselte er in den Nachwuchsbereich des niederländischen SC Heerenveen, für dessen Nachwuchsmannschaften er von 2018 bis 2021 spielte. Die darauffolgende Saison 2021/22 verbrachte Wilke in der U-19-Juniorenmannschaft des italienischen SPAL Ferrara, bevor er zum belgischen Cercle Brügge wechselte, bei dem er zwar vorwiegend für das Nachwuchsteam Jong Cercle spielte, aber erstmals auch zu Einsätzen bei einer Profimannschaft kam. So absolvierte er in der Saison 2022/23 für die erste Männermannschaft von Cercle 3 Punktspieleinsätze in der Jupiler Pro League. 
2023 kehrte Wilke nach Mexiko zurück und schloss sich dem Club Deportivo Guadalajara an, mit dessen Farmteam Club Deportivo Tapatío er zweimal die Zweitligameisterschaft der Liga de Expansión MX gewann.
Nachdem Wilke beim am 2. November 2024 ausgetragenen Heimspiel gegen die UNAM Pumas (0:0) erstmals in einer Begegnung der Liga MX zum Einsatz gekommen war, gehörte er im Januar 2025 zur Stammformation der ersten Mannschaft und kam in 3 der 4 Punktspiele zum Einsatz, die Guadalajara in diesem Monat in der höchsten Spielklasse bestritt. Im am 25. Januar 2025 ausgetragenen Heimspiel gegen die UANL Tigres (1:1) erzielte Wilke seinen ersten Treffer in der höchsten Spielklasse zur 1:0-Führung in der fünften Spielminute.
2022 bestritt Wilke fünf Länderspiele für die mexikanische U-20-Männermannschaft.

## Erfolge
- Mexikanischer Zweitligameister: Clausura 2023, Apertura 2024